# Mejitar Heratsi

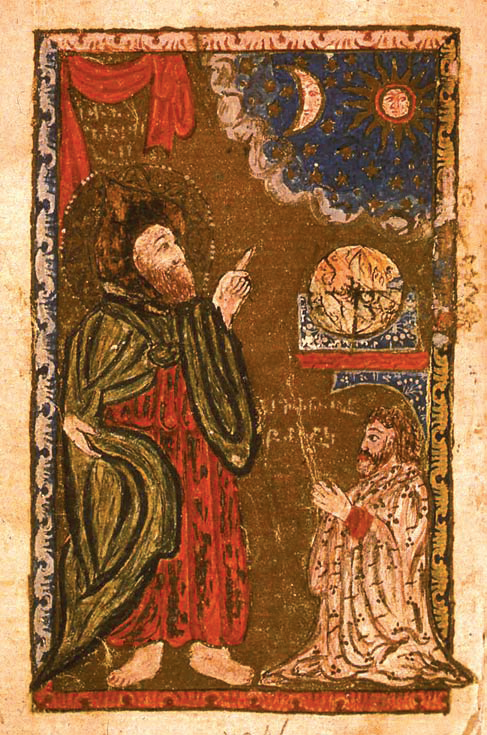
Imagen, siglo XVII

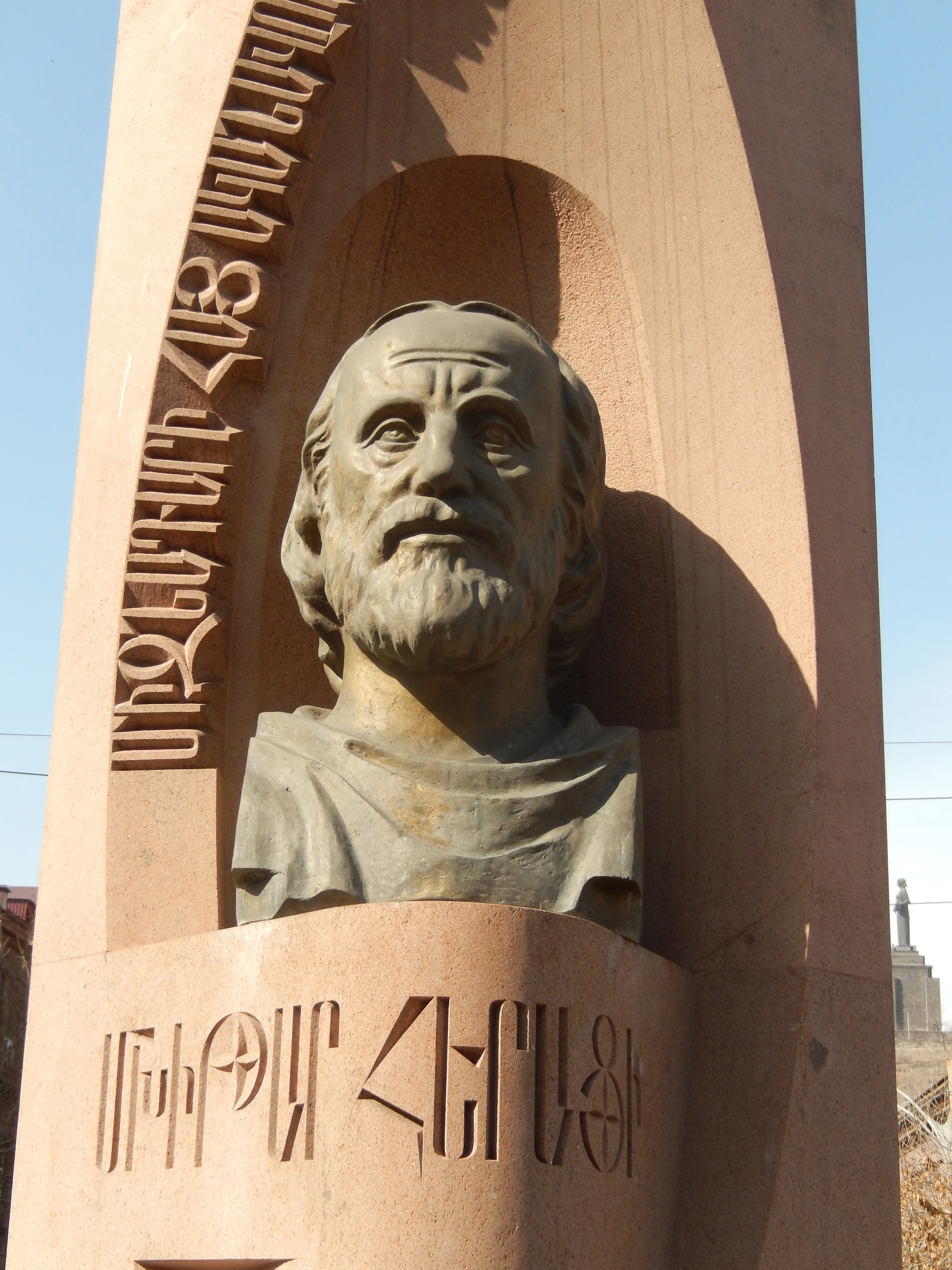
Busto

Mkhitar/Mjitar/Mejitar Heratsi-Mkhitar/Mjitar/Mejitar de Her (en arameo: Մխիթար Հերացի/en persa:مخیتار هراتسی ) fue un médico, fisiólogo y astrónomo armenio del siglo XII nacido en Khoy (atualmente Irán) y fallecido en Hromgla por 1200; considerado el padre de la medicina armenia, es autor del trabajo enciclopédico “El alivo de las fiebres” (Ջերմանց Մխիթարութիւն /Yermants Mjitarutiun) en 1184.  
Aprendió árabe, griego y persa además de medicina y entró en contacto durante el Reino armenio de Cilicia con el catolicó Nerses IV el Agraciado entre otros.
Se estableció en Sis donde enseñó sus conocimientos médicos.
La facultad de medicina de Ereván lleva su nombre. 